# Flaga Skonfederowanych Stanów Ameryki
Flaga Skonfederowanych Stanów Ameryki – Skonfederowane Stany Ameryki (CSA) miały w swej historii kolejno trzy oficjalne flagi państwowe: Stars and Bars, Stainless Banner oraz używaną przez ostatni miesiąc istnienia państwa Third National.
Natomiast współcześnie z „flagą konfederacji” błędnie utożsamiany jest Southern Cross, w różnych wersjach funkcjonujący jako sztandar armii i proporzec marynarki wojennej konfederacji, pojawiający się również jako element dwóch ostatnich flag państwowych.

## Flagi Państwowe

### Stars and Bars
W dniu 4 marca 1861 roku Kongres Skonfederowanych Stanów Ameryki ustanowił pierwszą flagę państwową CSA, tzw. Stars and Bars („gwiazdy i pasy”). Składała się ona z trzech poziomych pasów czerwonego, białego i czerwonego oraz kwadratowego błękitnego kantonu z 7, a w ostatecznej wersji 13 białymi gwiazdami tworzącymi okrąg. Gwiazdy symbolizowały 11 stanów CSA oraz stany Missouri i Kentucky, które pozostały w Unii, ale część mieszkańców opowiadała się za Konfederacją i walczyła po jej stronie. Wzór flagi ewoluował na przestrzeni 1861 roku i początkowo miała ona 7 gwiazd, od 21 maja 1861 – 9 gwiazd, od 2 lipca 1861 – 11 gwiazd, a w końcu od 28 listopada 1861 – 13 gwiazd. Mimo to, wariant z 11 gwiazdami był wciąż dość powszechny, a spotykano także odmiany z 8, 12, a nawet 15 gwiazdami. Wzór flagi zaprojektował pruski emigrant Nicola Marschall.
Stars and Bars okazała się jednak zbyt podobna do flagi USA (Stars and Stripes) co prowadziło do pomyłek na polu bitwy, zwłaszcza że w początkowym okresie wojny secesyjnej obie strony używały takich samych mundurów.

Stars and Bars, wersja z 7 gwiazdami (04.03 – 21.05.1861)
Stars and Bars, wersja z 9 gwiazdami (21.05  – 02.07.1861)
Stars and Bars, wersja  z 11 gwiazdami (02.03 – 28.11.1861)
Stars and Bars, wersja z 13 gwiazdami (28.11.1861 – 01.05.1863)

### Stainless Banner
1 maja 1863 roku Kongres Skonfederowanych Stanów Ameryki ustanowił nową flagę państwową – jednolicie białą, z kwadratowym Southern Cross w kantonie. Flaga tą potocznie nazywano Stainless Banner („nieskalana chorągiew”). Jednak ona również okazała się nie najszczęśliwszym rozwiązaniem, gdyż z daleka rzucał się w oczy przede wszystkim kolor biały i flaga ta z daleka mogła być pomylona z białą flagą, symbolem parlamentariuszy lub kapitulacji.

Stainless Banner (1863–1865)

### Third National
W styczniu 1865 roku zmodyfikowano poprzednią flagę państwową, dodając w niej czerwony pionowy pas po prawej stronie. Oficjalnie flaga ta obowiązywała tylko miesiąc: od 4 marca 1865 do kapitulacji w dniu 9 kwietnia 1865 roku.

Third National – ostatnia flaga państwowa obowiązująca w roku 1865.

## Sztandary

### Southern Cross
Wskutek powyższych problemów z identyfikacją na polu bitwy, jesienią 1861 roku w sztabie konfederackiej Armii Potomacu (późniejsza Armia Północnej Wirginii), z inicjatywy generała Pierre’a G.T. Beauregarda, opracowano nowy wzór sztandarów wojennych dla oddziałów tej armii: niebieski krzyż świętego Andrzeja z 13 białymi gwiazdami na ramionach, na czerwonym kwadratowym polu. Po raz pierwszy żołnierzom nowe sztandary wręczono 28 listopada 1861 roku. Wzór ten zwany Southern Cross („krzyż południa”) szeroko przyjął się w całej armii Stanów Skonfederowanych (Confederate States Army), jednak nigdy nie stał się jedynym wyłącznym wzorem. Oprócz szeroko używanego wzoru kwadratowego, niektóre jednostki używały także sztandarów prostokątnych, w tym wersji odwróconych o 90°. W dniu 26 maja 1863 roku prostokątna wersja Southern Cross została ustanowiona proporcem marynarki wojennej, lecz z jaśniejszym odcieniem niebieskiego. 

Southern Cross – sztandar Armii Stanów Skonfederowanych

## Bandery i proporce
Marynarka wojenna Stanów Skonfederowanych (Confederate States Navy) jako banderę wykorzystywała aktualnie obowiązującą flagę państwową. W latach 1861 – 1863 rolę tę pełniła Stars and Bars, a następnie w latach 1861 – 1865 Stainless Banner (jednak ta ostatnia w zmienionych proporcjach z 2:1 na 1,5:1).

Pierwsza bandera wojenna (następnie modyfikowana analogicznie do flagi państwowej)
Druga bandera wojenna (1863–1865) w zmienionych proporcjach względem flagi państwowej.

W marynarce wojennej stosowano również proporce o odmiennej postaci względem bander

Pierwszy proporzec (1861–1863)
Drugi proporzec (1863–1865)

## Flagi nieoficjalne
Obok flag oficjalnych, w Skonfederowanych Stanach Ameryki funkcjonowały ich liczne w różnym stopniu zmodyfikowane warianty jak i flagi nieoficjalne o całkowicie autorskich formach.

### Bonnie Blue Flag
Jedną z szerzej stosowanych flag nieoficjalnych była Bonnie Blue Flag (pol. „krzepki błękitny sztandar”) symbolizująca ideę wyższości praw stanowych nad federalnymi (zwolennicy ich używania uznawali stany za niepodległe państwa, a USA i CSA za „stowarzyszenia” tychże państw). Wywodziła się ona z flagi Republiki Zachodniej Florydy, a w zmodyfikowanej wersji (ze złotą gwiazdą) była też flagą Republiki Teksasu w latach 1836–1839.

Bonnie Blue Flag

### Proponowane
Przykłady niektórych z licznych propozycji flag państwowych, które nie weszły do oficjalnego użycia:

propozycja z 1861 r.
propozycja z 1861 r.
propozycja z 1861 r.
propozycja z 1862 r.
propozycja z 1863 r.
propozycja z 1863 r.

## Współcześnie
We współczesnym popularnym wyobrażeniu jako „flaga konfederacji”, „flaga południa”, „flaga rebelii” (Rebel Flag) funkcjonuje niehistoryczna hybryda dwóch wersji Southern Cross (sztandaru armii oraz proporca marynarki), mimo iż taka flaga nigdy nie była używana w roli flagi państwowej. Prawdopodobnie flaga ta stanowi wytwór XX wiecznej kinematografii i sztuki, które utrwaliły ten błędny obraz w społeczeństwie.

Rebel Flag (wariacja na bazie Southern Cross) – popularne współcześnie błędne wyobrażenie „flagi konfederacji”

### Dziedzictwo i kontrowersje
Southern Cross był elementem flagi stanowej Georgii od 1955 do 2001 roku oraz flagi stanowej Missisipi od 1894 do 2020 roku. Niekiedy za flagi w pewien sposób nawiązujące do Southern Cross uważa się: flagę Alabamy, Florydy i Arkansas. Budzi to liczne kontrowersje, pod naciskiem których Georgia w 2001, a Missisipi w 2020 roku zmieniły swoje flagi stanowe.

Flaga stanowa Georgii (1956–2001)
Flaga stanowa Missisipi (1894–2020)[a]

Przez część społeczeństwa USA eksponowanie Rebel flag jest często postrzegane jako przejaw rasizmu, jednak zwolennicy „flagi konfederacji” uważają ją za część historycznego dziedzictwa kulturowego południowych stanów USA i bronią jej posługując się sloganem  „Dziedzictwo, nie nienawiść” (Heritage, not hate). Czasami, również poza USA, nacjonaliści wykorzystują Southern Cross by zaprotestować przeciw liberalnej i internacjonalistycznej polityce władz. Zainspirowana Southern Cross została flaga Federacyjnej Republiki Noworosji, z różnicą braku gwiazdek.